# Macrosphenidae
Macrosphenidae là một họ chim trong bộ Passeriformes.

## Phân loại học
- Chi Sylvietta
  - Sylvietta virens
  - Sylvietta denti
  - Sylvietta leucophrys
  - Sylvietta brachyura
  - Sylvietta philippae
  - Sylvietta ruficapilla
  - Sylvietta whytii
  - Sylvietta isabellina
  - Sylvietta rufescens
- Chi Melocichla
  - Melocichla mentalis
- Chi Achaetops
  - Achaetops pycnopygius
- Chi Sphenoeacus
  - Sphenoeacus afer
- Chi Cryptillas
  - Cryptillas victorini
- Chi Macrosphenus
  - Macrosphenus kempi
  - Macrosphenus flavicans
  - Macrosphenus concolor
  - Macrosphenus pulitzeri
  - Macrosphenus kretschmeri